# 708
Cette page concerne l'année 708  du calendrier julien. Pour l'année 708 av. J.-C., voir 708 av. J.-C.
L'année 708 est une année bissextile qui commence un dimanche.

## Événements
- 15 janvier : début du pontificat de Sisinnius (fin le 4 février)[1].
- 25 mars : début du pontificat de Constantin (fin en 715)[1].
- 16 octobre : édification du premier oratoire sur le mont Saint-Michel par Aubert d'Avranches[2].

- Tervel, khan des Bulgares, envahit la Thrace et écrase les Byzantins à la bataille d'Anchialos[3].
- Le Japon commence à frapper sa propre monnaie de bronze (fin en 958)[4].

## Naissances en 708
- Théodebald (maire du palais)

## Décès en 708
- 4 février : Sisinnius, pape[1].
- Drogon, duc de Champagne, fils de Pépin de Herstal.